# Gottfried Wals
Gottfried Wals, conosciuto anche come Goffredo Wals o Goffredo Tedesco (Colonia, 1595 – Calabria, 1638), è stato un pittore paesaggista tedesco del XVII secolo.

## Biografia

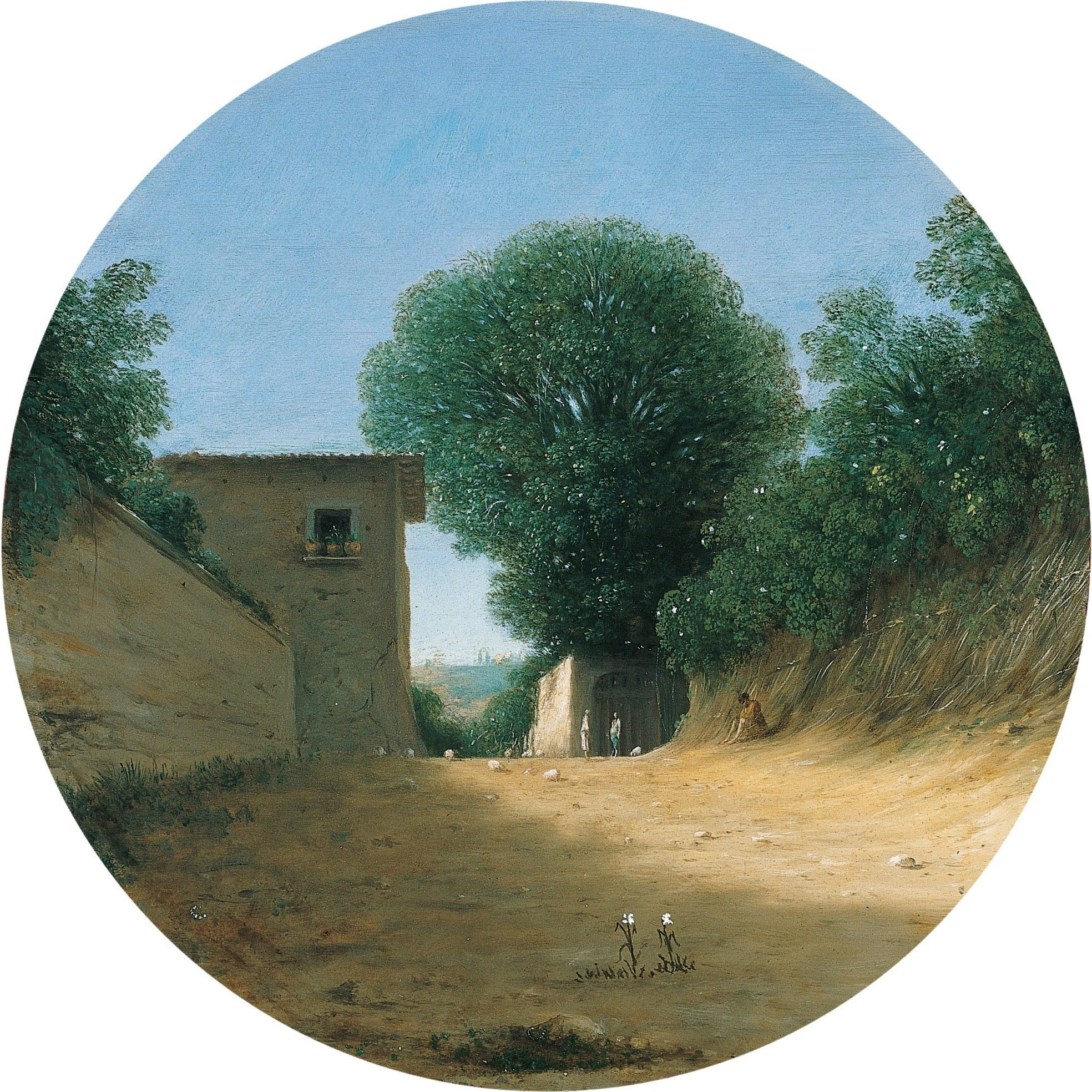
Strada di campagna, olio su rame, diametro 24,1 cm, Fort Worth, Kimbell Art Museum

Non si sa molto di questo pittore: nato senza dubbio a Colonia, si trasferì e visse in numerose città italiane, tra cui Roma, Napoli e Genova. 

Arrivato a Roma nel 1615 circa, lavora come assistente di Agostino Tassi che lo aggredisce a colpi di bastone nell'autunno del 1616 venendo imprigionato a seguito della sua denuncia. Nel 1617 Wals abita con Massimo Stanzione presso Porta Santo Spirito, nel quartiere romano di Trastevere. Tra il 1620 e il 1622 Claude Lorrain è suo allievo per un breve periodo.
Nel 1623 Gottfried si trova a Genova, dove ha come allievo Antonio Travi.
Sempre fedele al piccolo formato (spesso circolare), il suo interesse per le composizioni paesistiche elaborate in funzione della trascrizione dei fenomeni luminosi lo condusse a risultati non lontani da quelli coevi di Filippo Napoletano, con cui condivise la ricezione della grande influenza di Adam Elsheimer.

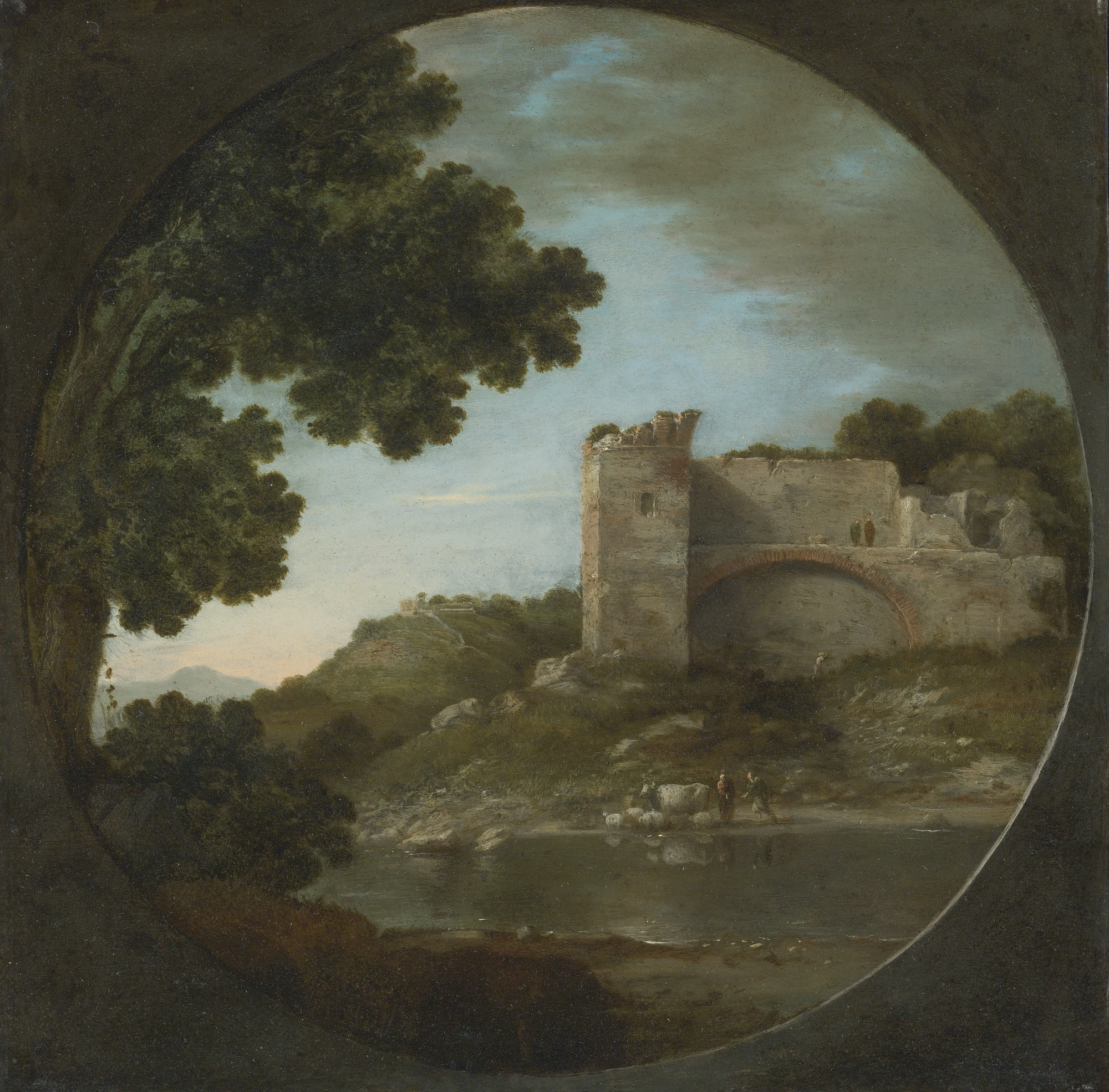
"Italianata" con fiume e pastori, olio su rame

Wals propose infatti un'interpretazione della lezione elsheimeriana depurata dagli elementi fantastici ancora legati alla tradizione nordica e ricondotta, in definitiva, agli elementi linguistici essenziali. Da Elsheimer trasse il profondo interesse per gli effetti e i giochi di luce sulla superficie dell'acqua e delle quinte vegetali.
È considerato una figura di cerniera tra la pittura di Elsheimer e quella di Claude Lorrain. Purtroppo le opere di Wals giunte fino a noi sono molto poche (circa venticinque numeri di catalogo) sebbene nel 1634 il mercante Gaspar Roomer a Napoli possedesse non meno di sessanta suoi paesaggi e quattordici disegni.
Morì probabilmente in Calabria, durante il terremoto del 1638.